# Покровський собор (Охтирка)
Охтирський собор, або Свято-Покровський кафедральний собор — православний храм в Україні, місто Охтирка (вул. Холодноярська, буд. 1, м). Кафедральний собор Сумської єпархії УПЦ МП. Названий на честь Покрова Пресвятої Богородиці. Пам'ятка українського бароко середини XVIII століття; історико-архітектурна пам'ятка національного значення. Власне Покровський собор є головною складовою ансамблю Покровського собору (1753–1825), до якого входять також Введенська церква-дзвіниця (1784 рік) і Церква Різдва Христового (1825 рік). Настоятель — протоієрей Євгеній Сопіга.

## Назва
- Охтирський собор
- Охтирський собор Покрова Пресвятої Богородиці
- Покровський собор
- Свято-Покровський собор
- Свято-Покровський кафедральний собор

## Опис
Охтирський Свято-Покровський кафедральний собор зведений у стилі українського бароко, і є унікальним за своїм об'ємно-просторовим рішенням.
Архітектурний стиль Покровського собору став своєрідним зразком при зведенні мурованих і дерев'яних храмів не тільки в Охтирці, а й у багатьох інших містах Слобідської України. Собор, якщо дивитись на нього з висоти пташиного польоту, схожий за формою на корабель завдовжки 24, завширшки 14 і заввишки (без хреста) 30 саженів. Орієнтація бічного фасаду, який має 50 метрів, площу не зменшує, а навпаки, підсилює монументальність будови. Загальна висота собору — головного куполу з хрестом становить 46 м.
Культова споруда — цегляна, потинькована, в плані тридільна, складається з центрального восьмерика з чотирма опорними пілонами, створюючими підкупольний квадрат, прямокутник вівтарної частини і притвору з квадратними камерами по сторонах.

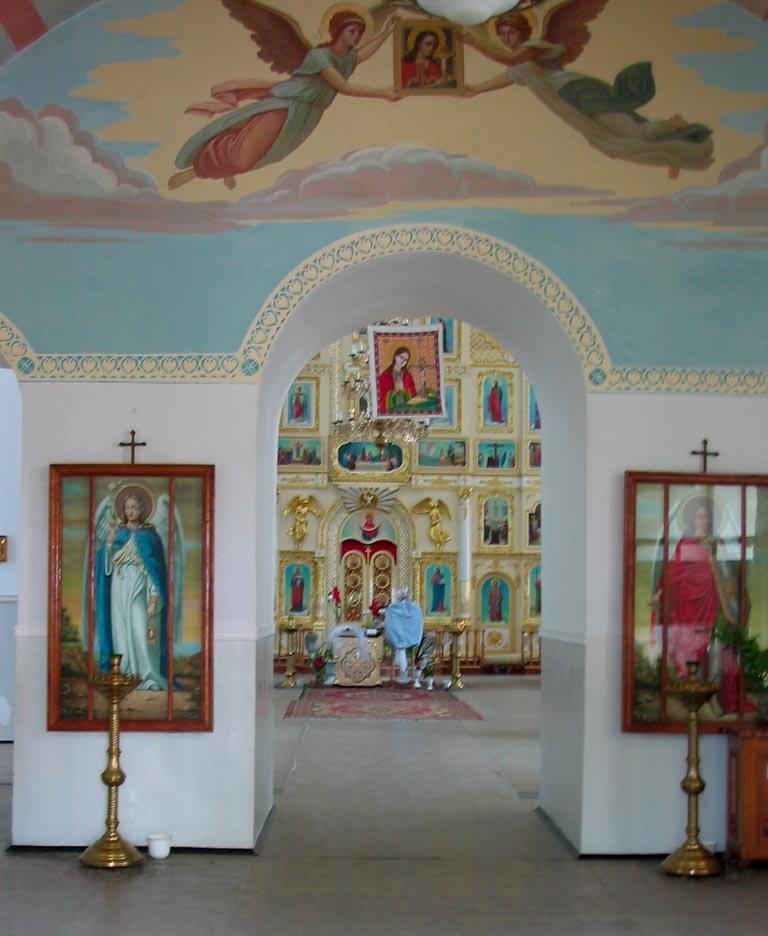
Сучасний інтер'єр собору

Центральна частина храму перекрита куполом на восьмерику і системою зімкнутих склепінь, вівтарна — зрізаним шатровим склепінням, завершеним четвериком. Притвор розділений хорами на два яруси, нижній перекритий напівциркульним склепінням з розпалубками, верхній — аналогічно вівтарній частині. Центральний купол завершено щоломоподібною банею з декоративним ліхтариком, увінчаним видовженою цибулиною з перев'язом, бічні куполи — лише банями.
Фасади розкреповані карнизом, протягнутим по периметру, розділені на два яруси, розчленовані рустикальними лопатками, вікна обрамлені лиштвами. У головний західний фасад врізана глибока арочна ніша, що розділена балконом на два яруси. У нижньому, фланкованому спареними колонами тосканського ордера, розташований головний вхід до храму, у верхньому — двері на хори. Балкон захищений металевими ґратами.
Інтер'єр собору прикрашений пілястрами з капітелями іонічного ордера, ліпленням рослинного та рокайльного мотивів, живописом на вітрилах.

## З історії храму

### Передісторія храму, чудодійна ікона і будівництво собору

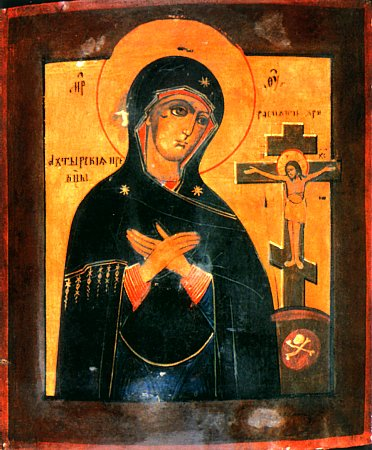
Охтирська ікона Божої Матері

До побудови собору, за межею фортеці на шляху до Полтави, від 1730 року існувала дерев'яна церква в ім'я Покрови Пресвятої Богородиці. Згідно з переказом, її настоятель о. Даниїл (Данило Васильович Паленський) знайшов якось неподалік старожитну ікону, що випромінювала сяйво. Ікону перенесли до церкви, куди почало приходити багато прихожан, і начебто святий образ явив свої дива — ікона мала цілющі властивості. Про це охтирський міський протоієрей Семен Садовський доповів Преосвященному Бєлгородської Єпархії Митрополиту Антонію, а той у 1744 році доповів про це у Святійший Синод та імператриці Єлизаветі Петрівні. Відтак, імператорським указом від 26 листопада 1744 року членам Синоду було наказано дослідити чудотворні властивості ікони. Комісія з розслідування, яка почала роботу в 1745 році на чолі з Преосвященним Свято-Троїцької Лаври Архімандрит Арсеній Могигевський, підтвердила чудодійність ікони. На підставі цього імператриця своїм указом від 7 листопада 1746 року визнала ікону Охтирської Божої Матері чудотворною. А за рішенням Синоду був виданий «Высочайший Указъ Императрицы» про закладання мурованої церкви на місці, де явилася чудотворна ікона, в 40 саженях від дерев'яної церкви. Її по завершенні будівництва собору було продано за 300 рублів в село Дорогощу Хотмизького повіту на місце згорілої за наказом Бєлгородської Консисторії в 1771 році.
Будівництво Покровського собору розпочалося 25 квітня 1753 року. Окремим указом імператриці було предписано всі доходи Покровської церкви не відправляти в Бєлгородську Консисторію, а витрачати на новобудову. Сама Єлизавета Петрівна пожертвувала на будівництво Покровського собору 2 000 рублів сріблом, про що і записала власноручно в церковній книзі, яка зберігалася в соборі. Подальше будівництво велося на пожертви прихожан і на добровільні внески.
Проект собору розробляли в майстерні видатного зодчого Бартоломео Растреллі його учні — Степан Ісайович Дудинський та Дмитро Васильович Ухтомський. Для здійснення нагляду за будівництвом собору з Петербурга прибув полковник Федір Іванович Каченовський (довірена особа імператриці). Після його смерті цю справу продовжили Охтирський полковник Костянтин Лесевицький та Охтирська полкова канцелярія.
Основний будівельний матеріал — цеглу, виготовляли на місцевих заводах. Мулярів спеціально привезли з Москви, а листове залізо закуплялося в Тулі. Коли під час зведення собору виявили недоліки, й аркам загрожував обвали, і про це стало відомо імператриці, своїм указом від 3 червня 1757 року вона вирядила на будівництво архітектора Степана Дудинського, що працював у Охтирці до завершення будівельних робіт.
Будівництво Покровського собору було завершене в 1768 році. Першим був освячений престол Покладання Чесної Ризи Пресвятої Богородиці 28 травня 1768 року. Освячував престол настоятель Свято-Троїцького монастиря Архімандрит Веніамін, Бєлгородський Архієрей Порфирій і Охтирський протопоп. У цьому ж році був освячений престол Святих і Праведних Захарія і Єлизавети. А центральний престол — в ім'я Покрови Пресвятої Богородиці залишався неосвяченим до 1773 року, оскільки до того часу не був готовий іконостас. Його розпис від 1769 року здійснював академік живопису Іван Семенович Каблуков, і коштували ці роботи 1 500 рублів (дотепер старі розписи не збереглися). По закінченні всіх робіт престол був освячений Архімандритом Свято-Троїцького монастиря Венедиктом 2 липня — у день появи чудотворної ікони. Таким чином, загальна вартість будівництва храму склала 32 968 рублів.

### Собор у царській Росії, СРСР та за незалежної України

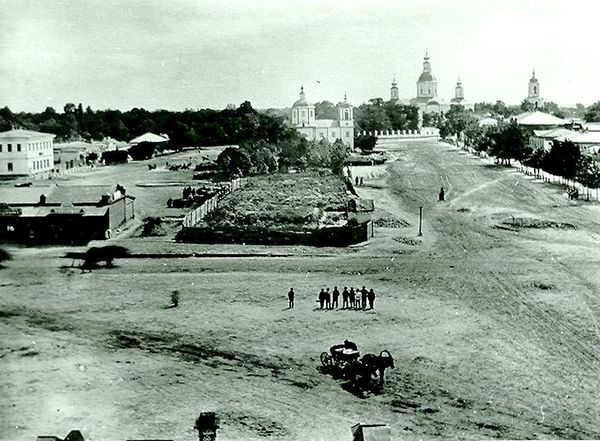
Собор на старій світлині Охтирки

У новозбудований охтирський Покровський собор щедро почали надходити пожертви від знатних людей — граф Сергій Борисович Шереметьєв у 1768 році подарував собору діамантовий хрест зі святими мощами і образ Охтирської Божої Матері, оздоблений золотом і коштовним камінням; граф П. І. Панін у 1771 році передав собору велике напрестольне Євангеліє, срібні чаші, визолочений потир-дискос, зірку; графиня А. Р. Чернишова пожертвувала 1809 року діамантове перо, смарагд, напрестольне Євангеліє, потир-дискос, зірку з фініфтю, кадило вагою 13 фунтів, плащаницю, розшиту золотом і сріблом, за 15 років графиня зробила нові дарування храму.
З охтирським Покровським собором протягом його історії пов'язані імена низки діячів української культури — так, у 1823 році тут було зареєстровано народження Якова Івановича Щоголіва — майбутнього поета; у 1870-х роках поет Павло Грабовський (1864–1902) замолоду співав у храмі на криласі.
Чудодійна ікона Охтирської Божої Матері перебувала в Покровському соборі до 1844 року, згодом — в охтирському Свято-Троїцькому монастирі. У 1903 році ікона зникла під час перевезення її до Санкт-Петербурга для реставрації, і лише через багато років стало відомо, що святий образ був вивезений до Канади і зберігається у приватній колекції. Одна з копій, яких з ікони свого часу, зробили 20 штук, повернулася до Покровського собору, ще одна — зберігається в Сумському художньому музеї.
Після комуністичної революції (1917), яка знаменувала початок боротьби, в тому числі з релігією, Покровський собор у Охтирці перетворили на складське приміщення.
Під час Другої світової війни у 1941—45 роках споруда Охтирського Покровського собору зазнала руйнувань.
У повоєнний час, у 1960-х роках, коли постало питання з упорядкуванням території, місцева влада Охтирки мала намір знести собор, а на його місці збудувати готель чи універмаг, однак остаточно було ухвалено собор лишити і навіть здійснити відповідні реставраційні роботи, які тривали у 1970—72 роках. Однак за призначенням культова споруда не використовувалася.
6 квітня 1991 року в Покровському соборі міста Охтирки відбулося перше богослужіння після багатьох років заборони. У 1990-х також були здійснені реставраційні роботи, які тривали до 2001 року, одним із реставраторів була Тамара Гусельникова.
У 2007 році в рамках регіональної культурної акції «Сім чудес Сумщини» з числа близько 70 пам'яток Охтирський Свято-Покровський кафедральний собор потрапив у число «7 чудес» Сумщини.
У теперішній час Свято-Покровський собор у Охтирці є кафедральним собором Сумської єпархії УПЦ МП, це значний духовний осередок країни. Будучи оригінальною історико-архітектурною пам'яткою, культова споруда є традиційно популярною в туристів, що відвідують Сумщину.